# Vestvågøya
Vestvågøya (seltener Vest-Vågøy) ist eine Insel der norwegischen Inselgruppe Lofoten. Die Insel gehört zur Kommune Vestvågøy im Fylke Nordland. Mit einer Fläche von 413,28 km² ist sie die zwölftgrößte Insel des norwegischen Hauptlandes.

## Geografie
Die Insel ist Teil der vor der norwegischen Westküste gelegenen Inselgruppe Lofoten und liegt nordöstlich der Insel Flakstadøya und südwestlich der Gimsøya. Von der Flakstadøya ist die Vestvågøya durch die Meerenge Nappstraumen getrennt, von der Gimsøya über den Sundklakkstraumen. Die Vestvågøya liegt vollständig in der Kommune Vestvågøy und macht etwa 97 % des Gemeindeareals aus. Zudem leben über 99 % der insgesamt 11.582 Einwohner (Stand: 1. Januar 2025) der Kommune auf der Insel.
Die Insel ist teils von Mooren bedeckt. Die Küste ist von einer Vielzahl an Fjorden und Buchten geprägt. Auf der Insel befinden sich mehrere Erhebungen mit über 700 moh. Teils ist die Küste steiler abfallend, bei der Stadt Leknes an der Südküste liegt ein breiterer Küstenstreifen vor. Die Erhebung Himmeltindan an der Westküste stellt mit einer Höhe von 962 moh. den höchsten Punkt der Kommune Vestvågøy und damit auch der Insel dar. Die Berge schirmen die Insel teilweise vor Wind und Regenfronten ab. Das Klima entspricht einem maritimen Klima, das zu milden Wintern führt.

## Verkehr
Über die Insel führt die Europastraße 10 (E10), die die Anbindung ans Festland herstellt. Im Nordosten führt sie über eine Brücke auf die Gimsøya, im Südwesten durch einen Tunnel auf die Flakstadøya.